# كشافة مالي
كشافة مالي هي واحدة من عدة منظمات كشفية في مالي. بدأت الحركة الكشفية في ذلك الحين من السودان الفرنسي في عام 1947، ولكن اختفت في ستينات القرن الماضي. وقد استأنفت نشاطها في عام 1994. الجمعية تعمل على ما يبدو نحو المنظمة العالمية للاعتراف بها في الحركة الكشفية. مالي هي واحدة من 29 دولة حيث لا توجد منظمة كشفية وطنية التي هي عضو في المنظمة العالمية للحركة الكشفية في الوقت الراهن.